# Shajahanpur
Shajahanpur è un sottodistretto (upazila) del Bangladesh situato nel distretto di Bogra, divisione di Rajshahi. Si estende su una superficie di 221,69 km² e conta una popolazione di 289.804 abitanti (censimento 2011).